# Народно читалище „Христо Ботев – 1931“ (Чалъкови)
Народно читалище „Христо Ботев – 1931“ се намира в село Чалъкови, Област Пловдив.

## История
През 1931 г. в селото се създава читалище „Христо Ботев“. Негови основатели са Иван Дойчинов, Въльо Танев и Илия Запрянов. През 1962 г. читалището се премества в пригодена за него сграда.
През 2018 г. със съдействието на кметството и общината е открита и нова читалищна зала, която се използва за репетиции на фолклорните състави и общоселски събрания. В новата зала е разположена фотоизложба, проследяваща историята на Чалъкови и етнографска музейна сбирка. Община Раковски е осигурила 21 хил. лева за залата.

## Дейности
- Детска група за изворен фолклор Детелина
- Танцов състав